# ال‌جی جی فلکس ۲
ال‌جی جی فلکس ۲ (انگلیسی: LG G Flex 2)، یک فبلت اندرویدی طراحی و ساخته شده توسط ال‌جی الکترونیک می‌باشد. این گوشی برای اولین بار توسط این شرکت در تاریخ ۵ ژانویه سال ۲۰۱۵ میلادی رونمایی، و به عنوان جانشین اصلی ال‌جی جی فلکس که در سال ۲۰۱۳ میلادی منتشر شده بود، عرضه شد.